# Даченское
Даче́нское (укр. Даченське) — село на Украине, находится в Покровском районе Донецкой области.
Код КОАТУУ — 1422782803. Население по переписи 2001 года составляет 183 человека. Почтовый индекс — 85362. Телефонный код — 623.

## История
2 января 2025 года, в ходе боёв за Покровск, село было захвачено ВС РФ.